# 新教育者連盟
公益財団法人新教育者連盟（しんきょういくしゃれんめい、新教連）は、日本の公益財団法人である。

## 概要
本部は東京都国立市にある。支部は全国に26箇所、会員数は約2000人。かつて社会教育団体振興協議会に所属していた。
設立時から谷口雅春著「生命の實相」の哲学を理念とする。
かつては、生長の家と協力関係にあったが、2002年に生長の家の教団との包括関係を否定した。結果、全体の八割を占める教団系の支部長の辞任という事態を招き、現在は教団とは対立関係にある。

## 沿革
- 1953年1月1日 - 設立[1]
- 1967年5月17日 - 財団法人化[1]
- 2013年4月1日 - 公益財団法人に移行[1]

## 役員
- 代表理事 - 代田健藏[1]
- 理事 - 伊藤八郎・大原和子・木村次郎・谷口貴康・久保文剛・勝岡寛次・高木桂蔵。[1]

その他、評議員には日本航空高等学校石川校長の浅川正人、大分大学名誉教授の安東利夫等がいる。

## 活動主旨
「生命の教育」を家庭や社会、学校などに普及させることを通して、日本や社会、世界の将来を担う青少年の育成に寄与する、としている。子供（大人にも）に宿る善性と無限の可能性を信じ、それを引き出し伸ばす、としている。自分自身、親、祖国の3つに誇りと自信を持った健全な社会人を育成するためとし、母親教室、子供寺子屋の開催や、学校、PTA等での講演活動を全国各地で行っている。

## 刊行
- 会員誌として「生命の教育」、「生命の子供」がある[2]。
- 子供向け単行本「偉人伝シリーズ」既刊9巻発行

「二宮尊徳」「中江藤樹」「高杉晋作」「吉田松陰」「西郷隆盛」「乃木希典」「楠木正成」「楠木正行」「東郷平八郎」